# Bronisław Latosiński
Bronisław Latosiński (ur. 14 czerwca 1898 w Warszawie, zm. po 1975) – polski działacz komunistyczny, urzędnik i wojskowy, w 1945 prezydent Olsztyna.

## Życiorys
Pochodził z rodziny robotniczej. Absolwent Szkoły Podchorążych w Warszawie (1922) i Wyższej Szkoły Handlowej w Warszawie (1926). W listopadzie 1918 wstąpił do 36 Pułku Piechoty Legii Akademickiej, walczył z nią na w wojnie polsko-ukraińskiej. Od 1926 pracował w administracji publicznej, w latach 1933— 1939 był delegatem starostw grodzkich w Zarządzie Miejskim Warszawy. W sierpniu 1939 powołany do wojska, uczestniczył w obronie Modlina. W okresie II wojny światowej do końca października 1944 wraz z rodziną przebywał w Siemiatyczach.
Przed 1945 nie należał do żadnej partii. Następnie działał w Polskiej Partii Robotniczej i Polskiej Zjednoczonej Partii Robotniczej, od kwietnia 1945 należał do egzekutywy Komitetu Wojewódzkiego PPR w Olsztynie i był w nim II sekretarzem. W marcu 1945 na własną prośbę trafił z grupą inicjatywną do Olsztyna, uchodził za protegowanego Jakuba Prawina. Od 30 marca 1945 pełnił funkcję pierwszego prezydenta miasta, początkowo także starosty powiatu grodzkiego (następnie na fotelu starosty zastąpił go Michał Musiał, pierwotnie przeznaczony na stanowisko prezydenta). Formalnie mianowany na to stanowisko 20 kwietnia. Zajmował je do 5 listopada 1945 (pod koniec 1945 rozpoczął urlop, z którego nie powrócił już na stanowisko). Miało to związek z jego rezygnacją i nieprawidłowościami w Mazurskim Zrzeszeniu Chemicznym, którego był udziałowcem. W związku z tą sprawą na początku 1946 trafił do więzienia, jednak w sierpniu 1946 sprawę umorzono z braku dowodów.
Od początku 1946 zarządzał olsztyńskim oddziałem Zakładów Przemysłowych Warszawa—Elbląg—Olsztyn (WEO) i zasiadał w radzie nadzorczej tej spółki. W maju 1946 zatrudniony w Państwowym Zjednoczeniu Drzewnym. Potem pracował jako naczelnik wydziałów w urzędach zajmujących się energetyką i żeglugą, w Centrali Handlowej Przemysłu Chemicznego, jako inspektor Centralnego Zaopatrzenia Techniczno-Materiałowego, a od 1951 w Ministerstwie Energetyki, Ministerstwie
Żeglugi i Gospodarki Wodnej. W 1961 zatrudniony w Zespole Handlu Zagranicznego i Żeglugi Najwyższej Izby Kontroli.
Był żonaty z Leokadią (ur. 1907), mieli dwie córki.

## Odznaczenia
Dwukrotnie odznaczony Krzyżem Walecznych (za udział w walkach z 1919 i 1939), a także Krzyżem Kawalerskim Orderu Odrodzenia Polski i Odznaką Honorową „1000-lecie Państwa Polskiego”.